# アラン・シェパード (補給艦)
アラン・シェパード (USNS Alan Shepard, T-AKE-3) は、アメリカ海軍の補給艦。ルイス・アンド・クラーク級貨物弾薬補給艦の3番艦。艦名はアメリカ初の宇宙飛行に成功した宇宙飛行士、アラン・シェパード少将にちなむ。

## 艦歴

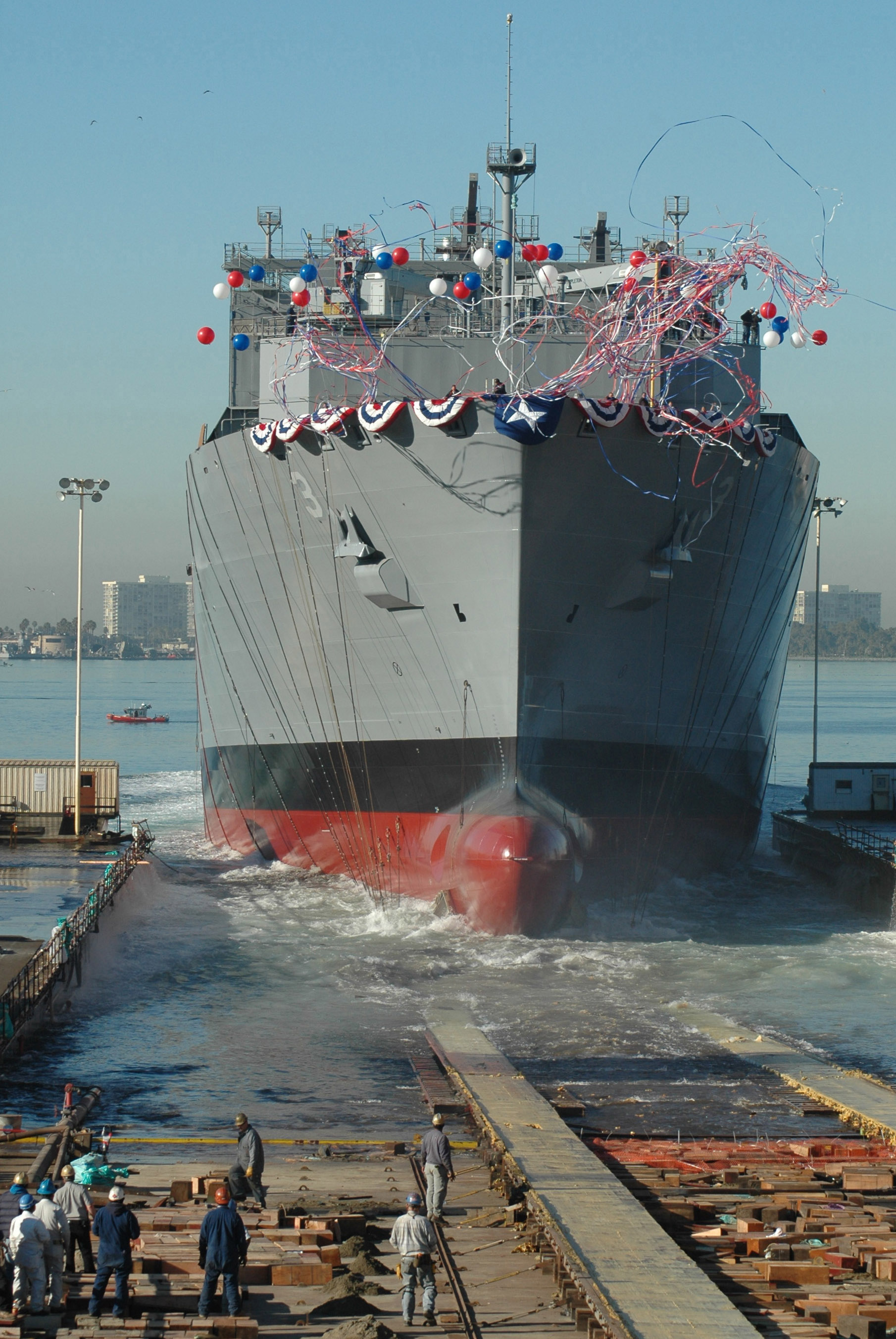
進水するアラン・シェパード（2006年12月6日）

アラン・シェパードは2005年9月13日にカリフォルニア州サンディエゴのナショナル・スチール・アンド・シップビルディング社で起工する。2006年12月6日にシェパード少将の娘、ローラ・チャーチレイによって命名、進水し、2007年6月26日に就役した。現在は太平洋艦隊に所属する。